# Abigail Fisher
Abigail Fisher  (ur. 30 sierpnia 1957 w Conway) – amerykańska narciarka alpejska.

## Kariera
W zawodach Pucharu Świata zadebiutowała 15 stycznia 1975 roku w Schruns, gdzie zajęła 35. miejsce w zjeździe. Pierwsze punkty wywalczyła 21 lutego 1975 roku w Naeba, gdzie zajęła piąte miejsce w slalomie. Na podium zawodów tego cyklu pierwszy raz stanęła 9 grudnia 1976 roku w Val d’Isère, kończąc rywalizację w gigancie na drugiej pozycji. W zawodach tych rozdzieliła Lise-Marie Morerod ze Szwajcarii i Austriaczkę Annemarie Moser-Pröll. W kolejnych startach jeszcze dwa razy stawała na podium: 6 marca 1977 roku w Sun Valley była trzecia w gigancie, a 10 grudnia 1978 roku w Piancavallo była najlepsza w slalomie. W sezonie 1977/1978 zajęła czternaste miejsce w klasyfikacji generalnej.
Wystartowała w slalomie na igrzyskach olimpijskich w Innsbrucku w 1976 roku, ale nie wystartowała w drugim przejeździe. Podczas rozgrywanych cztery lata później igrzyskach w Lake Placid nie ukończyła drugiego przejazdu w slalomie. Zajęła też między innymi 26. miejsce w zjeździe na mistrzostwach świata w Garmisch-Partenkirchen w 1978 roku.

## Osiągnięcia

### Igrzyska olimpijskie
| Miejsce | Dzień     | Rok  | Miejscowość | Konkurencja | Czas biegu | Strata | Zwyciężczyni     |
| ------- | --------- | ---- | ----------- | ----------- | ---------- | ------ | ---------------- |
| DNS2    | 11 lutego | 1976 | Innsbruck   | Slalom      | 1:30,54    | -      | Rosi Mittermaier |
| DNF2    | 23 lutego | 1980 | Lake Placid | Slalom      | 1:25,09    | -      | Hanni Wenzel     |

### Mistrzostwa świata
| Miejsce | Dzień     | Rok  | Miejscowość            | Konkurencja | Czas biegu | Strata | Zwyciężczyni          |
| ------- | --------- | ---- | ---------------------- | ----------- | ---------- | ------ | --------------------- |
| DNS2    | 11 lutego | 1976 | Innsbruck              | Slalom      | 1:30,54    | -      | Rosi Mittermaier      |
| 26.     | 1 lutego  | 1978 | Garmisch-Partenkirchen | Zjazd       | 1:48,31    | +7,47  | Annemarie Moser-Pröll |
| DNF2    | 23 lutego | 1980 | Lake Placid            | Slalom      | 1:25,09    | -      | Hanni Wenzel          |

### Puchar Świata

#### Miejsca w klasyfikacji generalnej
- sezon 1974/1975: 32.
- sezon 1975/1976: 27.
- sezon 1976/1977: 17.
- sezon 1977/1978: 14.
- sezon 1978/1979: 27.
- sezon 1979/1980: 21.
- sezon 1980/1981: 29.
- sezon 1981/1982: 37.

#### Miejsca na podium
1. Val d’Isère – 9 grudnia 1976 (gigant) - 2. miejsce
2. Sun Valley – 6 marca 1977 (gigant) - 3. miejsce
3. Piancavallo – 10 grudnia 1978 (slalom) - 1. miejsce